# Hurt Me Tomorrow
Hurt Me Tomorrow è un brano musicale scritto ed interpretato dal rapper somalo K'naan, estratto come secondo singolo dal suo album Country, God or the Girl.

## Tracce
Download digitale
1. Hurt Me Tomorrow — (3:47)

## Classifiche
| Classifica (2012) | Posizione massima |
| ----------------- | ----------------- |
| Canada            | 12                |
| Nuova Zelanda     | 16                |
| Repubblica Ceca   | 62                |